# Aranyvölgy megállóhely
Az Aranyvölgy megállóhely egy 2015-ben létesített budapesti vasúti megállóhely, melyet a Magyar Államvasutak Zrt. (MÁV) üzemeltet. A megállóhely a 2-es számú vasútvonal egy kétvágányos szakaszán létesült, ahol több évig tartó felújítás után 2015. augusztus 20-án indult meg újból a vonatközlekedés, maga a megállóhely azonban csak 2015. november 1-jétől üzemel az utasforgalom számára.
A főváros pesti kerületei felől – csakúgy, mint a III. kerület északabbi részei és az észak-budai agglomeráció felől is – e megállóhely érintésével érhető el legegyszerűbben a Magyar Nemzeti Levéltár Országos Levéltárának óbudai épülete, de a Bécsi út itteni szakasza mentén létesült oktatási intézményeket (az Óbudai Waldorf iskolát, a Waldorfia Oktatási Központot és a Károli Gáspár Református Egyetem Bölcsészettudományi Karának Pszichológiai Intézetét) is ez a megállóhely szolgálja ki.
Áthaladó vasútvonalak:
- Budapest–Esztergom-vasútvonal (2)

## Megközelítés budapesti tömegközlekedéssel
- Busz:  218, 260
- Helyközi busz:  848

## Forgalom
| Járat | Útvonal | Gyakoriság                                                  |
| ----- | --- | ----------------------------------------------------------- |
| S72   | Budapest-Nyugati – Rákosrendező – Angyalföld – Újpest – Aquincum – Óbuda – Aranyvölgy – Üröm – Solymár – Szélhegy – Vörösvárbánya – Pilisvörösvár – Szabadságliget – Klotildliget – Piliscsaba – Magdolnavölgy – Pilisjászfalu – Piliscsév – Leányvár – Dorog – Esztergom-Kertváros – Esztergom | Hajnalban 30 percenként, késő este óránként                 |
| S72   | Budapest-Nyugati – (Rákosrendező →) Angyalföld – Újpest – Aquincum – Óbuda – Aranyvölgy – Üröm – Solymár – Szélhegy – Vörösvárbánya – Pilisvörösvár – Szabadságliget – Klotildliget – Piliscsaba                                                                                                | Munkanapokon reggel 3 Budapest felé, este 2 Piliscsaba felé |
| S76   | Rákos – Újpalota – Angyalföld – Újpest – Aquincum – (Óbuda) – Aranyvölgy – (Üröm) – Solymár – Szélhegy – Vörösvárbánya – Pilisvörösvár – Szabadságliget – Klotildliget – Piliscsaba | Munkanapokon félóránként, hétvégén óránként                 |
| Z72   | Budapest-Nyugati → Angyalföld → Újpest → Aquincum → Aranyvölgy → Solymár → Pilisvörösvár → Piliscsaba → Pilisjászfalu → Piliscsév → Leányvár → Dorog → Esztergom-Kertváros → Esztergom | Hétköznap reggel 1 Esztergom felé                           |

## Fejlesztési lehetőségei
Távlati tervek szerint a megállóhely térségében az észak-budai térség egy jelentős intermodális csomópontja alakulhat ki, amennyiben megvalósul a budapesti külső körúton közlekedő 1-es villamos (esetleg a Bécsi út belső szakaszán közlekedő, a budai fonódó villamoshálózat részét képező 17-es villamos) kilátásba helyezett meghosszabbítása a Bécsi út mentén az Aranyhegyi-patakig.